# Linoleat 9S-lipoksigenaza
Linoleat 9-lipoksigenaza (EC 1.13.11.58, 9-lipoksigenaza, 9S-lipoksigenaza, linoleatna 9-lipoksigenaza, LOX1 (gen), 9S-LOX) je enzim sa sistematskim imenom linoleat:kiseonik 9S-oksidoreduktaza. Ovaj enzim katalizuje sledeću hemijsku reakciju
linoleat + O2 {\displaystyle \rightleftharpoons } (9S,10E,12Z)-9-hidroperoksi-10,12-oktadekadienoat
Ovaj enzim sadrži gvožđe nevezano za hem.

## Literatura
- Nicholas C. Price; Lewis Stevens (1999). Fundamentals of Enzymology: The Cell and Molecular Biology of Catalytic Proteins (Third изд.). USA: Oxford University Press. ISBN 019850229X.
- Eric J. Toone (2006). Advances in Enzymology and Related Areas of Molecular Biology, Protein Evolution (Volume 75 изд.). Wiley-Interscience. ISBN 0471205036.
- Branden C; Tooze J. Introduction to Protein Structure. New York, NY: Garland Publishing. ISBN 0-8153-2305-0.
- Irwin H. Segel. Enzyme Kinetics: Behavior and Analysis of Rapid Equilibrium and Steady-State Enzyme Systems (Book 44 изд.). Wiley Classics Library. ISBN 0471303097.

## Spoljašnje veze
- Linoleate+9S-lipoxygenase на 